# Hedenasiastrum percurrens
Hedenasiastrum percurrens là một loài Rêu trong họ Brachytheciaceae. Loài này được (Hedenas) Ignatov & Vanderpoorten mô tả khoa học đầu tiên năm 2009.